# セイボリー (料理)
セイボリー（英: Savoury）は伝統的なイギリス料理において、甘いプディングやデザートに続き、コースの最後に提供される料理。
日本ではスイーツと対比させるように「甘くない軽食」「塩味の粉物」「惣菜系」として紹介されることがある。また、日本ではアフタヌーンティーで提供されるサンドイッチやキッシュ、冷製スープといった塩味の軽食を指してセイボリーと呼ぶことも多い。
料理として甘い味付けが多い料理で、塩味である、甘くないことを強調するためにセイボリーと呼ぶことが多い。一例としてタルトに対するセイボリータルトという呼び方がある。